# رادست بوکل
رادست بوکل (انگلیسی: Radost Bokel؛ زادهٔ ۴ ژوئن ۱۹۷۵) بازیگر، مدل و خواننده اهل آلمان است.
او در سریال تلویزیونی راز صحرا بازی کرده‌است.
وی همچنین برندهٔ جوایزی همچون جایزه بامبی شده‌است.